# Cá lịch đồng
Cá lịch đồng hay lạch đồng (tên khoa học Ophisternon bengalense) là một loài cá trong họ Synbranchidae. Chúng được John McClelland mô tả năm 1844.

## Mô tả
Loài này có chiều dài khoảng 20 cm. Nó được tìm thấy ở Ấn Độ đến Indonesia, Philippines và New Guinea. 